# تامر مرسي
تامر مرسي (28 أغسطس 1968) هو منتج مصري ومؤسس شركة سينرجي للإنتاج الفني.

## الإنتاج
دخل تامر مرسي مجال إنتاج المسلسلات في 2007، بمسلسل حق مشروع بطولة حسين فهمي وعبلة كامل، ثم في العام التالي قدم 3 مسلسلات، وهي قلب ميت لشريف منير، أدهم الشرقاوي لمحمد رجب وعدى النهار لصلاح السعدني مع نيكول سابا ورزان مغربي.
وفي عام 2009 أنتج مسلسلي بشرى سارة وحدف بحر وفي العام التالي مسلسلات بره الدنيا، أغلى من حياتي، أزمة سكر، وفي عام 2011 أنتج لمحمد هنيدي مسيو رمضان مبروك أبو العلمين حمودة.
وفي 2016 أنتج مسلسلات: «الكبريت الأحمر، شهادة ميلاد، أبو البنات، القيصر، سبع أرواح، مأمون وشركاه» و في2017، أنتج «طاقة نور، وضع أمني، هربانة منها، أرض جو، عفاريت عدلي علام، كفر دلهاب، اللهم إني صايم، لمعي القط وفي ال لا لا لاند فضلًا عن «بين عالمين» و«الكبريت الأحمر» خارج سباق شهر رمضان.
وفي 2018 أنتج كلبش 2،رسايل، فوق السحاب، ضد مجهول،أيوب، ربع رومي
كما أنتج معظم مسلسلات عادل امام بدءًا من مسلسل «فرقة ناجي عطا الله» عام 2012، ثم «العراف» عام 2013، ثم «صاحب السعادة» عام 2014، ثم «أستاذ ورئيس قسم» عام 2015، ثم «مأمون وشركاه» عام 2016، ثم «عفاريت عدلي علام» عام 2017.لكن انفصل عادل امام عنه قبل رمضان 2019
وفي 2019 أنتج مسلسلات بركة - بدل الحدوتة تلاتة - ابن أصول -قمر هادي-الواد سيد الشحات-علامة استفهام-طلقة حظ-لمس أكتاف-هوجان-حكايتي-البرنسيسة بيسة-زلزال-أبو جبل-لآخر نفس-كلبش 3

### الأفلام
أول إنتاج لتامر مرسي للأفلام كان في 2017 حيث أنتج فيلم «ليلة هنا وسرور» والكويسين وبني أدم.

## وصلات خارجية
- تامر مرسي على موقع IMDb (الإنجليزية)
- تامر مرسي على موقع الدهليز
- تامر مرسي على موقع قاعدة بيانات الأفلام العربية